# アダム・アーキン
アダム・アーキン（Adam Arkin, 1956年8月19日 - ）は、アメリカ合衆国の俳優、ドラマ監督。
ニューヨーク・ブルックリン区生まれ。俳優アラン・アーキンの息子 で、ユダヤ系。弟のマシュー・アーキンも俳優。
『シカゴ・ホープ』や『Life 真実へのパズル』へのレギュラー出演をはじめとして、テレビドラマを中心に出演するほか、テレビドラマの監督も務めている。

## 主な出演作品

### 映画
- ハイ・スクール・ウルフ Full Moon High (1981)
- ハロウィンH20 Halloween H20: 20 Years Later (1998)
- U.M.A レイク・プラシッド Lake Placid (1999) クレジットなし
- 電話で抱きしめて Hanging Up (2000)
- ビューティフルメモリー Marilyn Hotchkiss' Ballroom Dancing and Charm School (2005)
- 最後の恋のはじめ方 Hitch (2005)
- シリアスマン A Serious Man (2009)
- セッションズ The Sessions (2012)
- PIG/ピッグ Pig (2021)

### テレビドラマ
- たどりつけばアラスカ Northern Exposure (1990-1995)
- シカゴ・ホープ Chicago Hope (1994-2000)
- ザ・ホワイトハウス The West Wing (2000-2002)
- 名探偵モンク
- パパにはヒ・ミ・ツ 8 Simple Rules for Dating My Teenage Daughter (2004-2005)
- ボストン・リーガル Boston Legal (2006)
- Life 真実へのパズル Life (2007-2009)
- サンズ・オブ・アナーキー Sons of Anarchy (2009)
- ジ・アメリカンズ The Americans (2013) 監督
- FARGO/ファーゴ Fargo (2015) 監督及び出演
- 殺人を無罪にする方法 How to Get Away with Murder (2015-2016) 出演
- スニーキー・ピート Sneaky Pete (2017-2018) 監督
- サクセッション Succession (2018-) 監督
- 見せかけの日々 The Act (2019) 監督
- レベル 正義の反逆者 Rebel (2021) 製作総指揮及び出演
- ジ・オファー / ゴッドファーザーに賭けた男 The Offer (2022)
- ナイト・エージェント The Night Agent (2023)